# رسانه‌های تعاملی

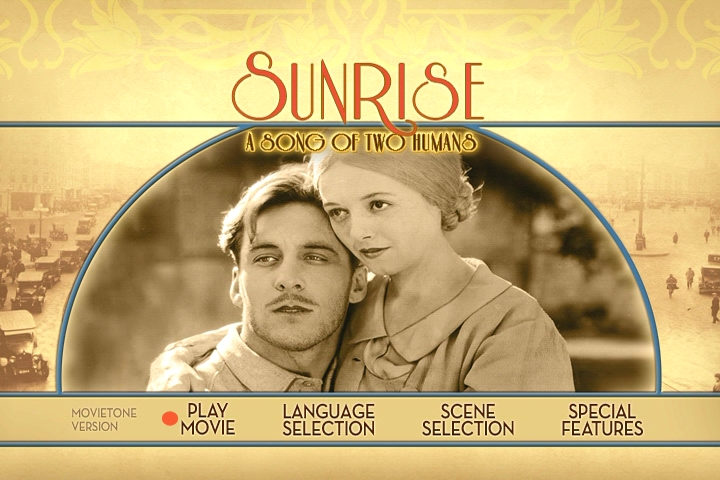
ویدیوی دی‌وی‌دی اغلب شامل یک منوی تعاملی است که به کاربر اجازه می‌دهد تنظیمات را تغییر دهد یا محتوای اضافی را پخش کند.

رسانه‌های تعاملی اغلب به محصولات و خدمات دیجیتال اطلاق می‌شود که با ارائه محتوایی مانند متن، تصویر متحرک، انیمیشن، ویدیو و صدا به اقدامات کاربر واکنش نشان می‌دهند.

## تعریف
رسانه تعاملی یک روش ارتباطی است که در آن خروجی رسانه از ورودی کاربران حاصل می‌شود. مشارکت کاربر عنصر ضروری در رسانه‌های تعاملی است.

## واژه‌شناسی
رسانه‌های تعاملی با مفاهیم طراحی تعامل، رسانه‌های جدید، تعامل انسان و رایانه، فرهنگ سایبری و فرهنگ دیجیتال مرتبط است و می‌تواند شامل واقعیت افزوده و واقعیت مجازی باشد.
ویژگی اساسی تعامل این است که متقابل است؛ یعنی کاربر و ماشین هر یک نقش فعالی دارند. بیشتر سیستم‌های رایانشی تعاملی برای انجام اهداف انسان ساخته شده‌اند و با انسان در زمینه‌های انسانی تعامل دارند.
رسانه‌های تعاملی نمونه‌ای از یک روش رایانشی هستند که تحت تأثیر علوم سایبرنتیک، خودنوگری و نظریه‌های سیستم، و مفاهیم چالش‌برانگیز عقل و شناخت، ادراک و حافظه، احساسات و عاطفه قرار دارند.
هر شکلی از رابط بین کاربر نهایی / مخاطب و رسانه ممکن است تعاملی در نظر گرفته شود. رسانه‌های تعاملی به رسانه‌های الکترونیکی یا رسانه‌های دیجیتال محدود نمی‌شوند. بازی‌های رومیزی، کتاب‌های پاپ آپ، کتاب‌های برگردان و چرخ‌های ستاره‌یاب همگی نمونه‌هایی از رسانه‌های تعاملی چاپی هستند. کتاب‌هایی با فهرست مطالب یا فهرست ساده ممکن است به دلیل مکانیسم کنترل غیرخطی در رسانه، تعاملی شناخته شوند، اما معمولاً غیرتعاملی در نظر گرفته می‌شوند زیرا معمولاً تجربه کاربر در عمل خواندن، غیرتعاملی است.